# Gerard van Rossem
Gerard van Rossem (Delft, 18 oktober 1919 – Ede, 26 december 1990) was een Nederlands entomoloog en kunstschilder.

## Biografie
Van Rossem werd geboren als lid van het Nederland's Patriciaatsgeslacht Van Rossem en als zoon van prof. dr. ir. Arnold van Rossem (1887-1982) en Beatrice Isabel Lusted (1888-1979).
Tegen de verwachting van de familie in studeerde Van Rossem niet aan de universiteit, maar aan de Hogere Tuinbouwschool in Frederiksoord. Na afronding van deze opleiding in 1939 begon hij in 1940 bij de Hortus botanicus Leiden bij de afdeling van de botanicus en entomoloog Simon Jan van Ooststroom (1906-1982).
Hij was later beroepsmatig hoofd van de afdeling Entomologie  bij de Plantenziektenkundige Dienst te Wageningen en verliet die dienst 1983; hij publiceerde tussen 1944 en 1991 (postuum) over entomologische onderwerpen. Hij publiceerde vaak samen met Herman Burger en Chris van de Bund.
In de jaren 1940 had Van Rossem ook een kunstopleiding gevolgd aan de tekenschool Kunstoefening te Arnhem en was leerling van Egbert Havinga en Hendrik Valk. Als kunstenaar schilderde en tekende hij landschappen, dorpsgezichten en figuurvoorstellingen.

### Familie
Gerard van Rossem trouwde in 1943 met Huberta Gerarda Nolen (1919-2010), dochter van prof. dr. ir. Henri George Nolen, met wie hij drie kinderen kreeg: Maarten, Mary (Sis) en Vincent. Hij hertrouwde in 1960 met Dorothea C.H.C. Poot (1940-1995) met wie hij vier kinderen kreeg.
- Biografisch Portaal: 79567298
- RKD-Nederlands Instituut voor Kunstgeschiedenis: 68352